# Friedrich Grützmacher der Jüngere

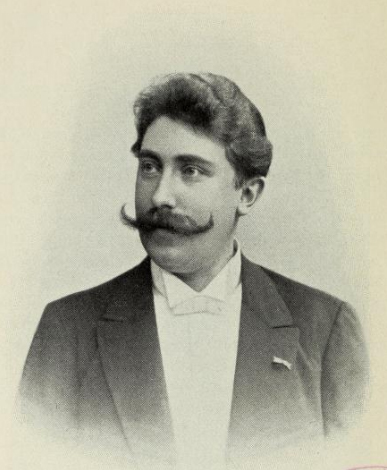
Friedrich Grützmacher

Friedrich Grützmacher (genannt der Jüngere, * 2. Oktober 1866 in Meiningen; † 25. Juli 1919 in Köln) war ein deutscher Cellist.
Der Sohn von Leopold Grützmacher erhielt seine erste Anstellung als Violoncellist in Sondershausen. 1888 wurde er Solist des Budapester Theater-Orchesters. Ab 1894 war er Konzertsolist am Gürzenich-Orchester und -quartett in Köln. Hier unterrichtete er auch als Professor an der Musikhochschule, wo er unter anderem Lehrer von Hermann Busch war. Am 29. April 1901 spielte er zusammen mit Karl Straube in Wesel die Uraufführung von Max Regers Cellosonate g-Moll op. 28.